# 第二次工业革命

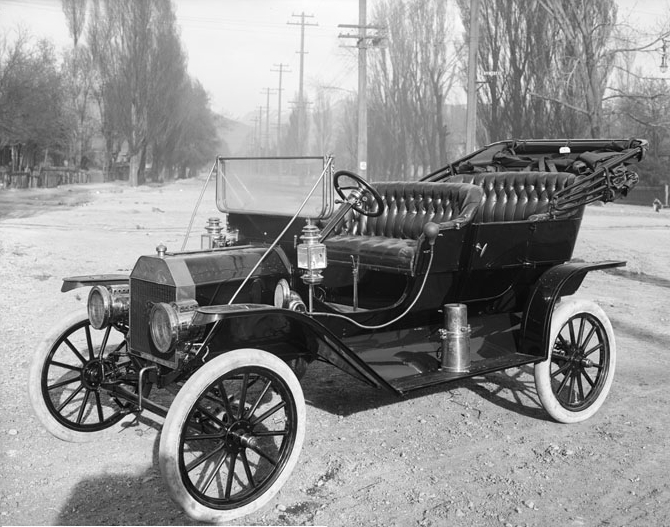
1910年的福特T型汽车

第二次工业革命，也称第二次科技革命，是指1870年至1914年的工业革命。其中西欧（包括英国、德意志帝國、法蘭西第三共和國、低地国家和丹麦）和美国以及1870年后的大日本帝國，工业得到飞速发展。第二次工业革命紧跟着18世纪末的第一次工业革命，并且从英国向西欧和北美蔓延。第二次工业革命以電力的大規模應用為代表，电灯的发明为标志，用上了石油作为能源。

## 工厂
工厂将生产集中至单独特定的区域，并受专家指导（而并非在家进行生产）。劳动分工使得技术或非技术劳动更具生产效率，使得工业中心的人口迅速增长。钢铁厂、铁路、煤炭、纺织工厂等起着推动性作用。工业与科技的迅速发展刺激了更多产业的发展。就像第一次工业革命，第二次工业革命中支持人口增长，且许多政府（不包括英国）利用关税来保护本国经济。这两次大范围的革命影響如下：
1. 随着科学技术的发展，工人阶级开始受到关注；
2. 人数众多、逐渐有专业知识的中产阶级的出现；
3. 童工人数下降以及以消费者为基础的物质文化的发展[2]。

到了1900年，美国占全球工业生产的24%，之后是英国（19%），德国（13%），俄国（9%）以及法国（7%）。欧美共占72%。

## 科技

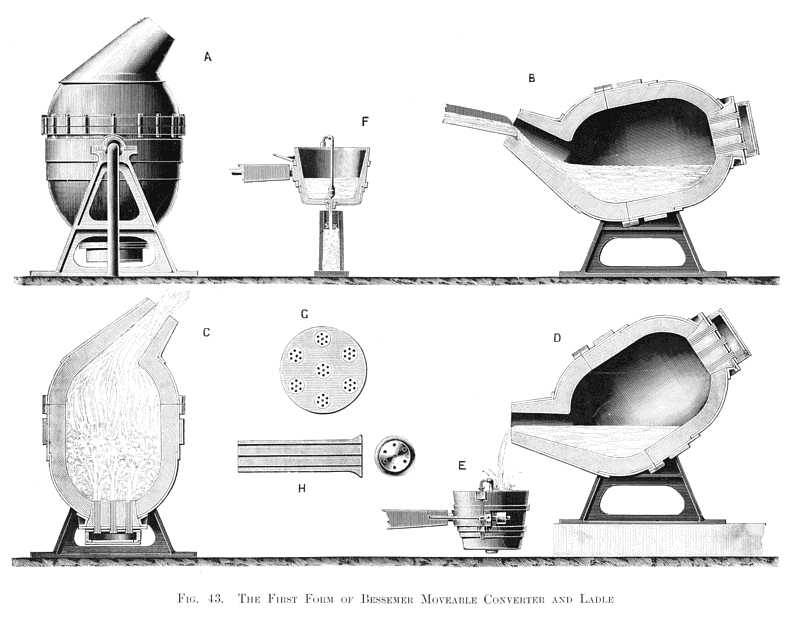
酸性转炉炼钢

在第二次工业革命中，新技术的重要性，特别是电力、内燃发动机、新材料与物质（包括合金和化学品），以及如电报和无线电等通信技术。炼钢的关键发明，比如“贝塞麦转炉炼钢法”和“西门子平炉”，都在1871年的前十年间出现。生产钢铁变得更便宜，使得蒸汽机运输更加便宜和快捷。这次革命集中围绕着钢铁、铁路、电力和化学品的发展。
化学、电器、石油生产和钢铁行业等领域都有巨大的创新。具体的成就包括燃油蒸汽涡轮机和内燃驱动的船的出现，飞机的发展，汽车的实际商业化，消费品的大量生产，机械制冷和其他保鲜技术以及电话的发明 。
铝及合成纤维（19世纪20年代以前称作“人造丝”）花了许多年来降低它们的价格和提高其品質。这是由专业科学家的贡献才得以实现，通常体现在1914年以前个人的成就以及之后的商业研究实验室。

## 英国
新的产品与服务措施的出现大大激增了国家贸易。蒸汽机的改进与低廉的钢铁使得传统的船只逐渐被速度更快的蒸汽船所替代，使得能让更少的人来进行更多的贸易。化工业也进入了重要地位。英国在科技研究的资助赶上了美国与德国。
法拉第发现了电磁感应现象，他有关电磁旋转装置的发明成为后来馬達科技的基础。贝塞麦转炉炼钢法是第一种低廉的大规模从生铁製钢的技术。此炼钢法由其发明者亨利·贝塞麦命名，它的出现使得本需每英吨40英镑的钢铁降到每英吨只要6至7英镑，随之大大提高了这一基础原料的生产规模与速度。此炼钢法也减少了劳工的需求。贝塞麦转炉炼钢法引入后，钢铁与熟铁的价格也不相上下，大部分生产者转而开始生产钢铁。廉价的钢铁使得大桥的建造和一些铁路，高层建筑和大型船只的建造变为可能。其他重要的钢铁产品（用平炉炼钢法）造出的钢缆，钢线材和钢板都足够大，高压锅炉和高强钢丝的生产可以满足大机械所需。大量的钢铁可以用来建造更具力量的枪支和车辆、坦克、装甲战车和海军战舰。钢铁也使建造用于水力发电和蒸汽发电巨型涡轮发动机变为可能。1884年，查理斯·帕森斯发明了蒸汽涡轮发动机，几乎完全取代了往复式发动机，这是因为其更高的热效率以及马力荷重比。因为涡轮的旋转作用，特别适合用来驱动电力发动机，世界上80%的电力发电机是由蒸汽涡轮机驱动的。亨利·贝塞麦對炼钢法的引入为大规模工业化铺平了道路。
更复杂和高效率机械的发展，随着大量生产技术（1910年后）使得商品大量出口，而费用却明显降低。因此，生产出的商品往往大过需求。英国的情况最为明显，作为欧洲工业国先驱，长期受到1871～1896年间“大萧条”（Long Depression）的严重影响，使得随后的15年，受到巨大的经济动荡。几乎每个工业企业都受到长时期的冲击。1873年后，产品的利用率和价格出现紧缩。

## 比利时
比利时提出铁路对于加速第二次工业革命有著重要价值的模型。在1830年以后，当比利时摆脱荷兰的统治成立新的国家时，决定开始刺激工业。它计划和资助了贯穿大城市、港口和矿区的十字路系统，并且与邻近国家相连。比利时因此成为此地区的铁路枢纽。该系统紧紧围绕着英国的铁路线路建造，因此收益颇低，但为工业迅速发展而服务的基础建設已经到位。

## 美国

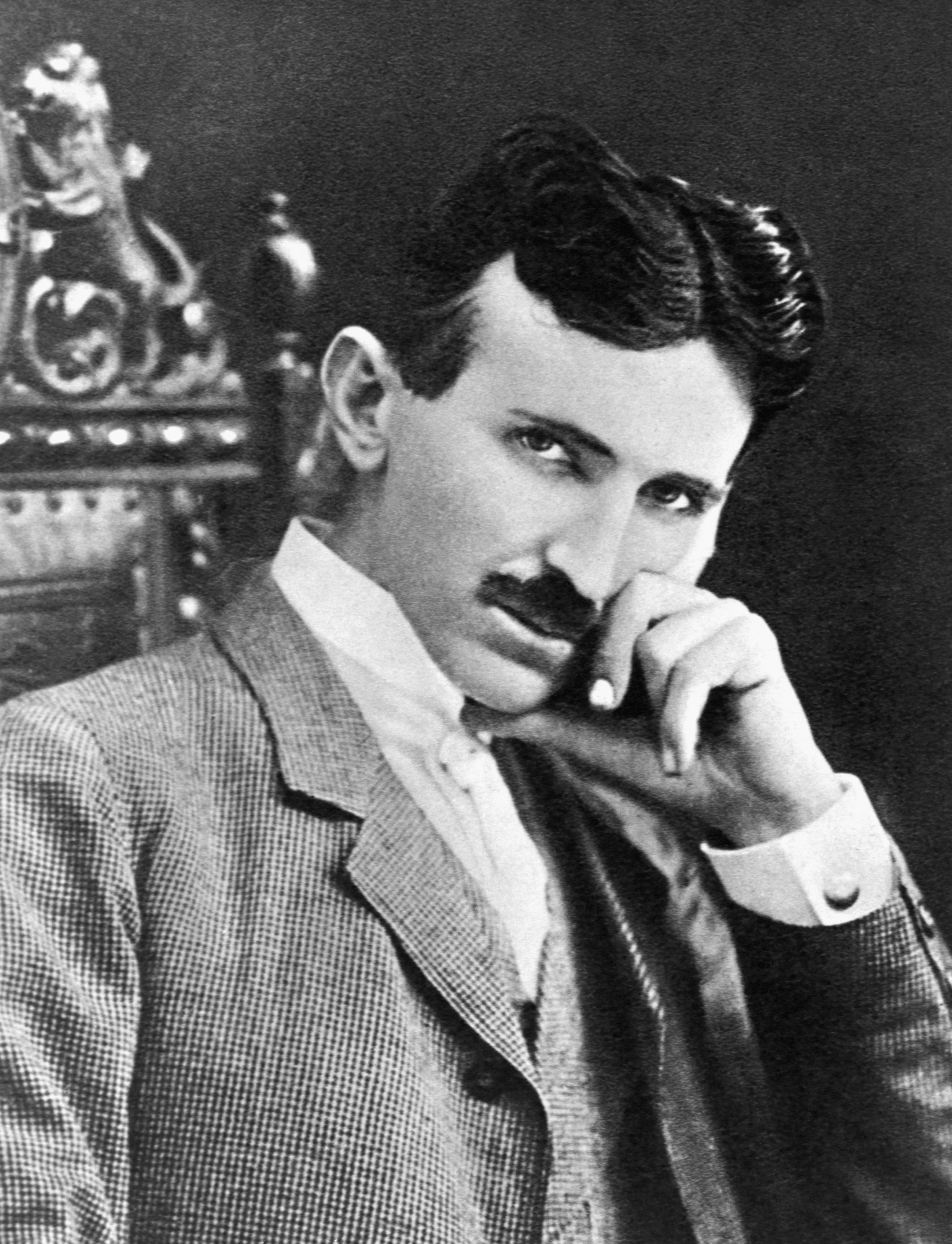
尼古拉·特斯拉

美国的镀金时代是以重工业为基础的。1869年“第一条贯穿大陆的铁路”开通為标記，从美国东海岸到旧金山有连续6天的服务 。
在镀金时代，美国的制造业生产超过英国，成为世界领先。1880年的铁路长度跟1860年相比，增加了三倍，到了1920年又增加了三倍，在商业农业开拓了新领域，建造真正的全国市场并且使煤炭开采和钢铁生产繁盛。铁路雄厚资本促进了华尔街金融市场整合。到了1900年，经济集中發展已经扩展到大多数称之为“托拉斯”的工厂和一些大公司，佔据了全国钢铁、石油、糖、肉类加工和农业机械的制造。第一家10亿美元公司由金融家J·P·摩根于1901年建立，叫做“美国钢铁公司”，其收购或合并了安德鲁·卡耐基等人的企业。
工业的机械化增加是镀金时代研究如何更廉价生产产品的重要标志。弗雷德里克·温斯洛·泰勒发现工人的工作效率，可以通过机械来减少操作，从而得到提高。他对机械的重新设计，使机器速度和工厂生产率提高，同时削弱了需要熟练劳工的需求。机械化使得非技术工人，只需由技术人员简单指导下就可重复操作。无论是技术工人还是非熟练工人数量皆在增加。工科院校的建立满足了对专业知识的重要需求。他雇用18至21岁的年轻人，直到训练成为机车工程师或列车长。在职业上为蓝领与白领做好准备，从铁路扩展到金融、从制造扩展到贸易。加上小企业的迅速增长，一个全新的中产阶级正在增长，特别是在北部城市。
美国在应用科学方面处于世界领先地位。从1860年至1890年，500,000件发明是过去70年的10倍。乔治·威斯汀豪斯发明铁路空气制动（使其更快更安全） 。威斯汀豪斯帮助尼古拉·特斯拉研发交流电的远距离传输。西奥多·韦尔建立了美国电话电报公司。托马斯·爱迪生发明了电灯（有爭議），他建立了通用电气公司。约翰·戴维森·洛克菲勒建立了标准石油公司来合并石油工厂—— 在汽车需求石油之前，其一直生产煤油。
在19世纪结束之际，工人经历了“第二次工业革命”，其涉及大量生产，科学管理和管理技能的快速增长。新技术对于年轻人来说很难掌握，使得（1890年至1930年）对于年龄在16岁以下的工人的需求急剧下降，从而导致高中學生人數的急速扩大。

## 德意志帝國

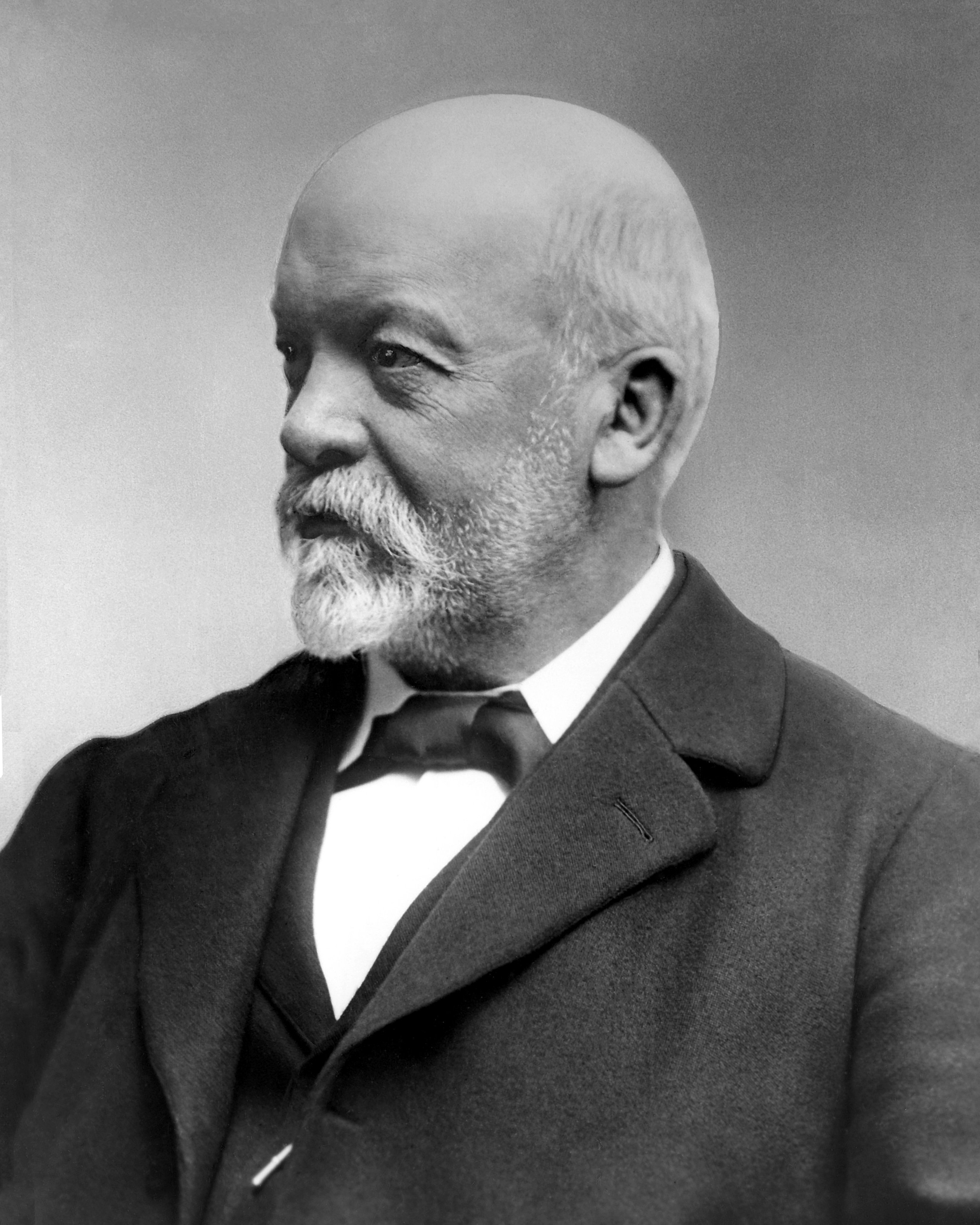
戈特利布·戴姆勒

在这段时期，德意志帝国与英国成为欧洲主要的工业国家。自从德国工业化后，它就模仿英国建造工厂，从而更加有效利用资金。德国比英国投入更多在科研，特别是化学、电机和电力方面。随着1871年阿尔萨斯-洛林被德意志帝国吞并，其中法国一些工业基地也归德意志帝国所有。  
到了1900年，德意志帝国的化工业靠染料主导全球市场。当时三个大公司：巴斯夫、拜耳和霍伊斯特公司五个较小的企业生产出了上百种染料。在1913年，这八間公司几乎拥有全球90%的染料供应，且其80%主要销往国外。这三家大公司还集成生产基本原料并且往化学其他领域扩展市场，比如医药、农业化学和电化学，其高层由受薪专业经理人作管理。德国染料公司被称为世界第一間專業管理的工业企业。当时的研究还有许多分支，比如从化学研究引伸出的制药业。

## 著名人物
安德鲁·卡耐基、约翰·戴维森·洛克菲勒与康内留斯·范德比尔特都是镀金时代的最有实力的几个企业家。卡耐基出生在一个贫困的苏格兰家庭里，青少年时期的他去了匹兹堡。在1870年，卡耐基建造了自己的第一个高炉，并在1890年主导了快速增长的钢铁工业。他宣扬“财富的福音”，说富人有道义责任去从事大规模的慈善事业。卡耐基放弃了自己的财富，建造了许多像“卡耐基科技研究所（Carnegie Institute of Technology）”（现在属于卡内基梅隆大学）等研究机构，将工匠训练成有素的工程师和科学家。卡耐基建造了上百个公共图书馆和一些主要的研究中心与基础设施。洛克菲勒的标准石油公司成为美国垄断企业，之后于1897年退出石油行业，并在其后40年里通过系统性的慈善捐款方式捐出了自己的资产，特别是在加强教育、医疗和民族关系方面。康内留斯·范德比尔特起初还是个穷困农家男孩，但通过自己的才智和独到的商业见解，在航运与铁路建设等方面取得巨大成就，成为当时世界最富有的人之一。

## 其他方面
有一些时期也被称作“第二次工业革命”。工业革命的早期发展可能指不同的事物，比如12世纪的中世纪技术、唐朝时的技术和古罗马的技术较为突出。“第二次工业革命”一词常常被大众媒体所用，二战后被科技人员和企业家用来指新技术传播的变革。争论原子时代的利弊比争论太空时代要更加激烈和长久，但两者都被认为將会引发新一次工业革命。